# 清教寺 (調布市)
清教寺（せいきょうじ）は、東京都調布市にある天台宗の寺院。

## 歴史
創建年代は不明である。ただ江戸時代後期の地誌『新編武蔵風土記稿』に記載されていることから、その頃には既に存在していたものと推測される。近くの菊野台八剱神社の旧別当寺であった。
戦後になり、東京都台東区蔵前にあった「東漸寺」を合併した。東漸寺は慈覚大師円仁が開山し、太田道灌が中興したという。旧東漸寺由来の寺宝として「東照宮御尊影」がある。これは檀家の柏木長左衛門正重が所持していた東照宮の御尊影を1643年（寛永20年）に寄進されたものである。

## 交通アクセス
- 柴崎駅より徒歩5分。